# Francisco Sandaza
Francisco Sandaza (født 30. november 1984) er en spansk fodboldspiller.